# Progreso (Islas Feroe)
Progreso (en feroés, Framsókn) es un partido político de las Islas Feroe, definido como liberal, independentista y reformista. Su presidente, Poul Michelsen, describe a su fuerza política como "un partido nacionalista liberal".
Fue fundado el 9 de marzo de 2011 por Poul Michelsen y Hanna Hensen, quienes se separaron del Partido Popular. El la reunión de la fundación del partido se congregaron 12 personas, un número mayor a las asambleas nacionales de los partidos mayoritarios. El 6 de abril se entregaron 2.300 firmas al primer ministro y el 13 de abril el nuevo partido obtuvo el derecho de presentarse a las siguientes elecciones parlamentarias. En las elecciones de 2011 el partido obtuvo 6,3 % de los votos y dos escaños en el Løgting.
Poul Michelsen,quien fuera miembro del Partido Popular durante 40 años, es el presidente de Progreso. La vicepresidenta es Hanna Hensen, miembro del concejo municipal de Eystur. El órgano directivo está integrado también por Janus Rein, Finn Jensen, Óluva Waagstein y Jákup Sverri Kass. Entre otros afiliados a Progreso se encuentran Hans A. Norðfoss, anteriormente dirigente de una organización juvenil del Partido Popular, Sámal Petur í Grund, antiguo ministro de salud y presidente del Partido del Autogobierno, y el conocido empresario Tróndur Djurhuus.
La organización juvenil del partido, Framsøkin Ungdómur ("Juventud Progresista"), fue fundada el 12 de agosto de 2011.

## Resultados electorales

### Løgting
| Año  | Votos      | %    | Escaños | +/-         | Gobierno                                         |
| ---- | ---------- | ---- | ------- | ----------- | ------------------------------------------------ |
| 2011 | 1.933 (#5) | 6,33 | 2/33    |             | Oposición                                        |
| 2015 | 2.241 (#5) | 6,95 | 2/33    | Sin cambios | Coalición con Partido de la Igualdad y República |
| 2019 | 1.559 (#6) | 4,60 | 2/33    | Sin cambios | Oposición                                        |
| 2022 | 2.571 (#5) | 7,52 | 3/33    | 1           | Coalición con Partido de la Igualdad y República |